# 18872 Tammann
18872 Tammann (1999 VR20) là một tiểu hành tinh vành đai chính được phát hiện ngày 8 tháng 11 năm 1999 bởi S. Sposetti ở Gnosca. Nó được đặt theo tên the Swiss cosmologist Gustav Andreas Tammann.